# Popingehuis

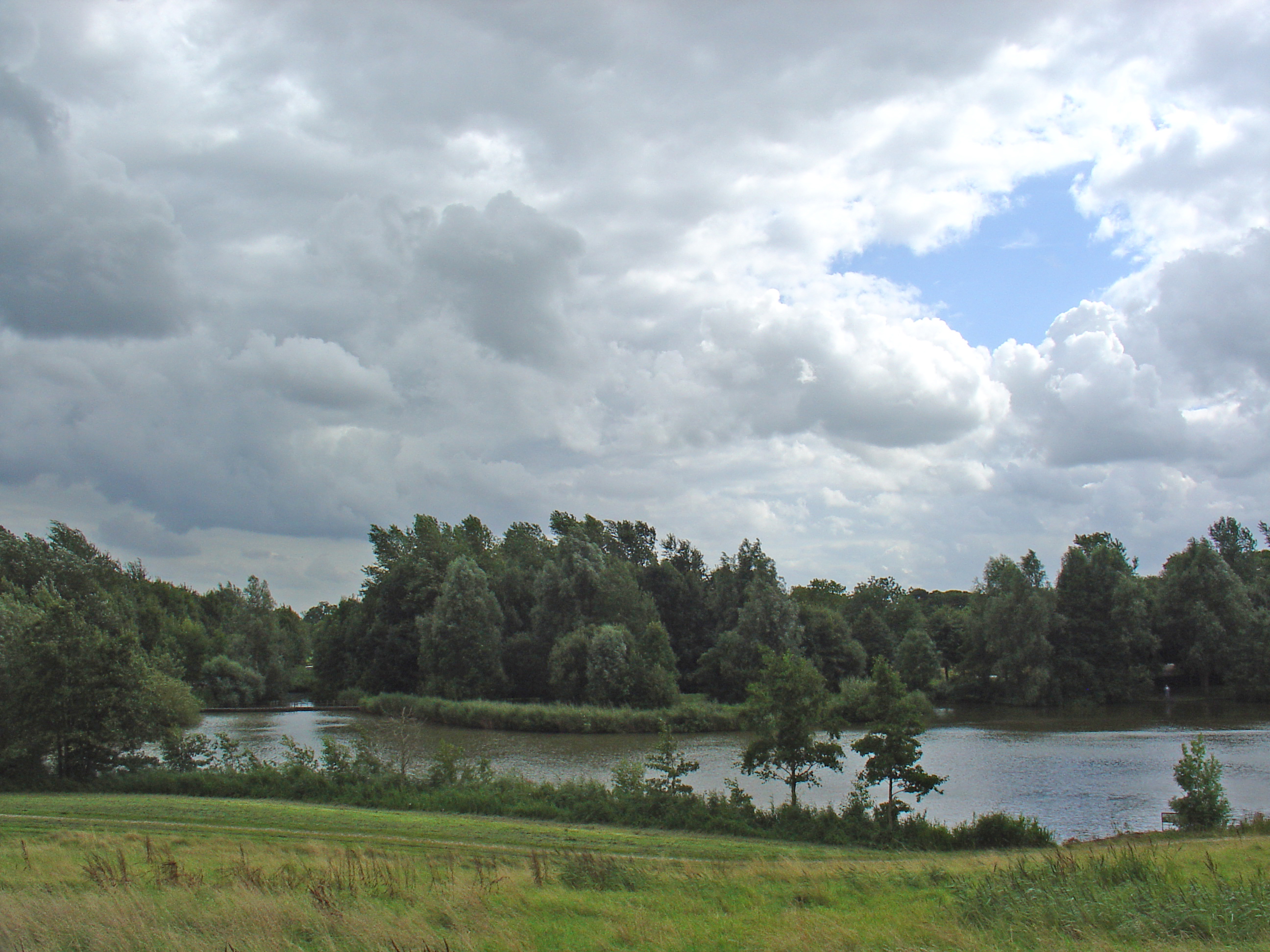
Landgoed Ekenstein nabij Appingedam, de omgeving waarin het Popingehuis gestaan heeft

 Het Popingehuis was een buurtschap en tevens een vroegere borg op landgoed Ekenstein bij Tjamsweer in de Nederlandse provincie Groningen. De naam is ontleend aan een familienaam.
De oudst bekende vermelding van de borg, die in de streek Fivelgo lag, stamt uit 1446 toen het Luken Popinge huus genoemd werd, kort daarna was sprake van IJsbrant toe Popingehusen. Het Popingaheem of Popma huus gold als een grens tussen twee verschillende delen van het Damsterdiep. Bij de Popingeweg naar 't Zandt bevond zich tot halverwege de zestiende eeuw een houten brug over het Damsterdiep, die werd vervangen door de Eekwerdertil. Ook was er een  Popmaheerd. De familie bezat vermoedelijk eveneens land bij het Hoeksmeer, waar de toponiem Popinga ham, Papingen Tijuchum en Popijnge mede voorkwamen.
Het steenhuis bij het Olde heem is vermoedelijk aan het begin van de achttiende eeuw afgebroken. Wel heeft men later kloosterstenen gevonden. Vermoedelijk op de oude plek is in 1953 een nieuw landhuis gebouwd.